# Гуляйченко, Георгий Владимирович
Георгий Владимирович Гуляйченко (род. 21 июня 1960 года, Майкоп) — советский и российский стрелок и тренер высшей категории по пулевой стрельбе. Заслуженный тренер России (2000).

## Биография
Георгий Владимирович Гуляйченко родился 21 июня 1960 года в Майкопе. В 1985 году окончил факультет физкультуры Адыгейского педагогического института.
Более 30 лет работает тренером-преподавателем «Специализированной детско-юношеской школы олимпийского резерва № 2» города Майкопа. Также работает в Адыгейской республиканской школе высшего спортивного мастерства и Адыгейском республиканском физкультурно-спортивном центре адаптации инвалидов. Является руководителем Стрелкового союза республики Адыгея — филиала Стрелкового союза России.
Участвовал в эстафете Олимпийского огня «Сочи 2014» в Майкопе.
За свою тренерскую карьеру воспитал более 15 мастеров спорта СССР и России. Наиболее высоких результатов среди воспитанников Гуляйченко добились:
- Сергей Алифиренко — олимпийский чемпион 2000 года, бронзовый призёр Олимпийских игр 2004 года[5][6],
- Валерий Пономаренко — паралимпийский чемпион 2008 года, серебряный призёр Паралимпийских игр 2012 года, трёхкратный бронзовый призёр Паралимпийских игр (2008, 2012)[7][8].

## Награды и звания
- Почётное звание «Заслуженный тренер России» (2000).
- Медаль ордена «За заслуги перед Отечеством» II степени (2001)[9].
- Почётный знак «За развитие олимпийского движения в России».
- Медаль ордена «За заслуги перед Отечеством» I степени (2005)[10].
- Орден Дружбы (2010)[11].
- Медаль «Слава Адыгеи» (2012)[12].
- Почётная грамота Президента Российской Федерации (2013)[13].